# Pont Victor-Emmanuel
Le pont Victor-Emmanuel, aussi nommé pont des Anglais, est un pont situé en France sur la commune de Cruet, dans le département de la Savoie en région Auvergne-Rhône-Alpes.
Il s'agit d'un ancien pont ferroviaire construit en 1855 et 1856 pour permettre le franchissement de l'Isère dans la combe de Savoie, par la première ligne du chemin de fer Victor-Emmanuel.
Considéré comme le plus ancien pont ferroviaire métallique de France, le pont Victor-Emmanuel fait l’objet d'une inscription au titre des monuments historiques depuis le 19 août 1994.

## Situation
Le pont Victor-Emmanuel est situé dans la combe de Savoie entre Chambéry et Albertville. Il permet le franchissement de l'Isère au niveau de la commune de Cruet, entre le pont Morens reliant Montmélian et La Chavanne et le pont routier joignant Coise-Saint-Jean-Pied-Gauthier.
À ses extrémités se trouvent aujourd'hui l'ancienne Route nationale 6 en rive droite à l'ouest, et un ancien chemin de halage en rive gauche à l'est.

## Historique
La construction du pont Victor-Emmanuel est directement liée à celle de la ligne de chemin de fer d'Aix-les-Bains à Saint-Jean-de-Maurienne par Chambéry, mise en service en 1856.
Le tracé de la ligne, comprenant la traversée de l'Isère à Cruet, est approuvé par décret du ministre des travaux publics du royaume de Piémont-Sardaigne, Pietro Paleocapa, en 1854. Les travaux sont alors confiés à l’entreprise britannique de Thomas Brassey et à l'ingénieur Newman, qui se chargent également de la conception et de la réalisation du pont entre 1855 et 1856.
Consécutivement à l'annexion de la Savoie à la France en 1860, la concession de la partie française de la ligne de la Compagnie du chemin de fer Victor-Emmanuel est rétrocédée à la Compagnie des chemins de fer de Paris à Lyon et à la Méditerranée (PLM) à partir de 1867.
Toutefois, en raison de la fragilisation continue de la ligne sur la rive gauche de l'Isère située en zone inondable et marécageuse, la compagnie du PLM évoque dès 1868 la nécessité de restaurer les digues près de Chamousset voire de détourner la ligne. C'est finalement un nouveau tracé en rive droite, passant par Saint-Pierre-d'Albigny, qui est approuvé en 1871 par le gouvernement provisoire de 1870.
Ce nouveau tracé, celui de l'actuelle ligne de Culoz à Modane (frontière), est mis en service le 18 décembre 1876. Dès lors, le pont Victor-Emmanuel perd sa qualité de pont ferroviaire, la traversée de l'Isère s'effectuant désormais par un nouveau pont métallique construit en aval du pont Royal près de Chamousset.
Malgré une démolition envisagée par la compagnie du PLM en 1879 puis par le Ministère de la Guerre pour tester la dynamite en 1887, le pont subsiste et est finalement cédé au Conseil général de la Savoie le 17 octobre 1887 pour 20 000 F. Il est alors ouvert à la circulation automobile et piétonne en alternat avec le pont en bois de Coise.
Un nouveau projet de démolition survient en 1991 dans le cadre de l'organisation des Jeux olympiques d'hiver de 1992 à Albertville, mais celui-ci conduit à la création d'un comité de soutien pour la sauvegarde du pont, et dans le prolongement, à son inscription au titre des monuments historiques le 19 août 1994. Toute circulation y est alors définitivement interdite.
En 2017, en raison de son état d'usure et du danger d'inondation qu'il présenterait en cas d'effondrement dans l'Isère, sa démolition est à nouveau envisagée,.

## Description
Le pont Victor-Emmanuel est un pont métallique, par ailleurs considéré en 2017 comme le plus ancien pont métallique de France encore en place.
Il possède la particularité de traverser l'Isère en biais d'environ 45 degrés par rapport aux rives, de manière à faciliter la continuité du tracé de la ligne de chemin de fer historique qui comprend de larges courbes de part et d'autre du pont. En revanche, les culées au droit des rives ainsi que les trois piles du pont s'inscrivent en parallèle des digues et donc dans le sens du courant, les rendant elles-mêmes en biais vis-à-vis du tablier et des treillis du pont qu'elles soutiennent.
De fait, une telle disposition en biais augmente la longueur utile du pont, puisqu'à raison de 4 travées d'environ 40 mètres, celui-ci est long de plus de 160 mètres, soit plus que la largeur du lit de la rivière à son emplacement.
Les poutres latérales sont stabilisées par des croix de saint André. Les poutres treillis du tablier sont constituées de fer puddlé et raccordées à des pièces en fonte.

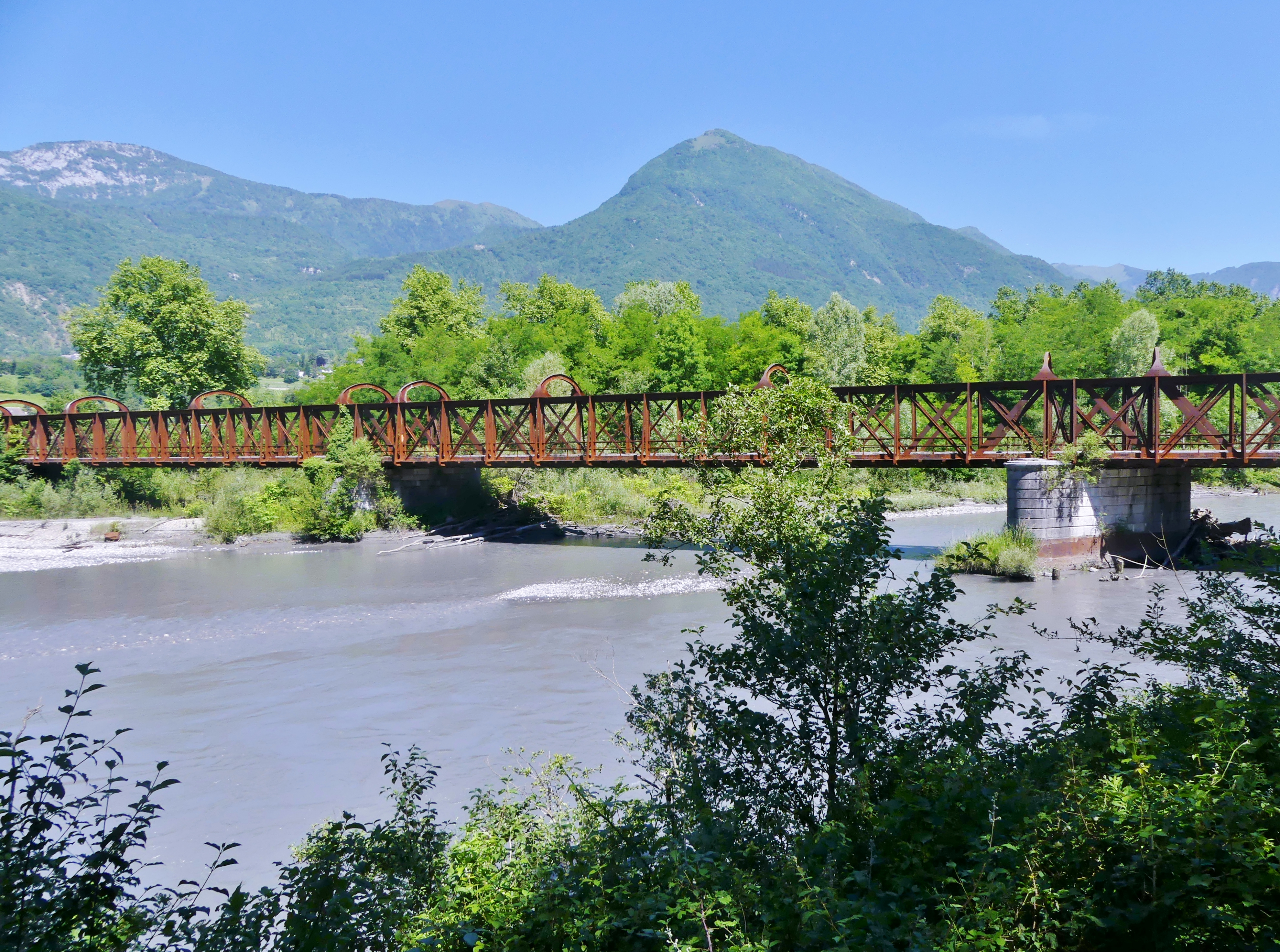
Longue traversée de l'Isère.
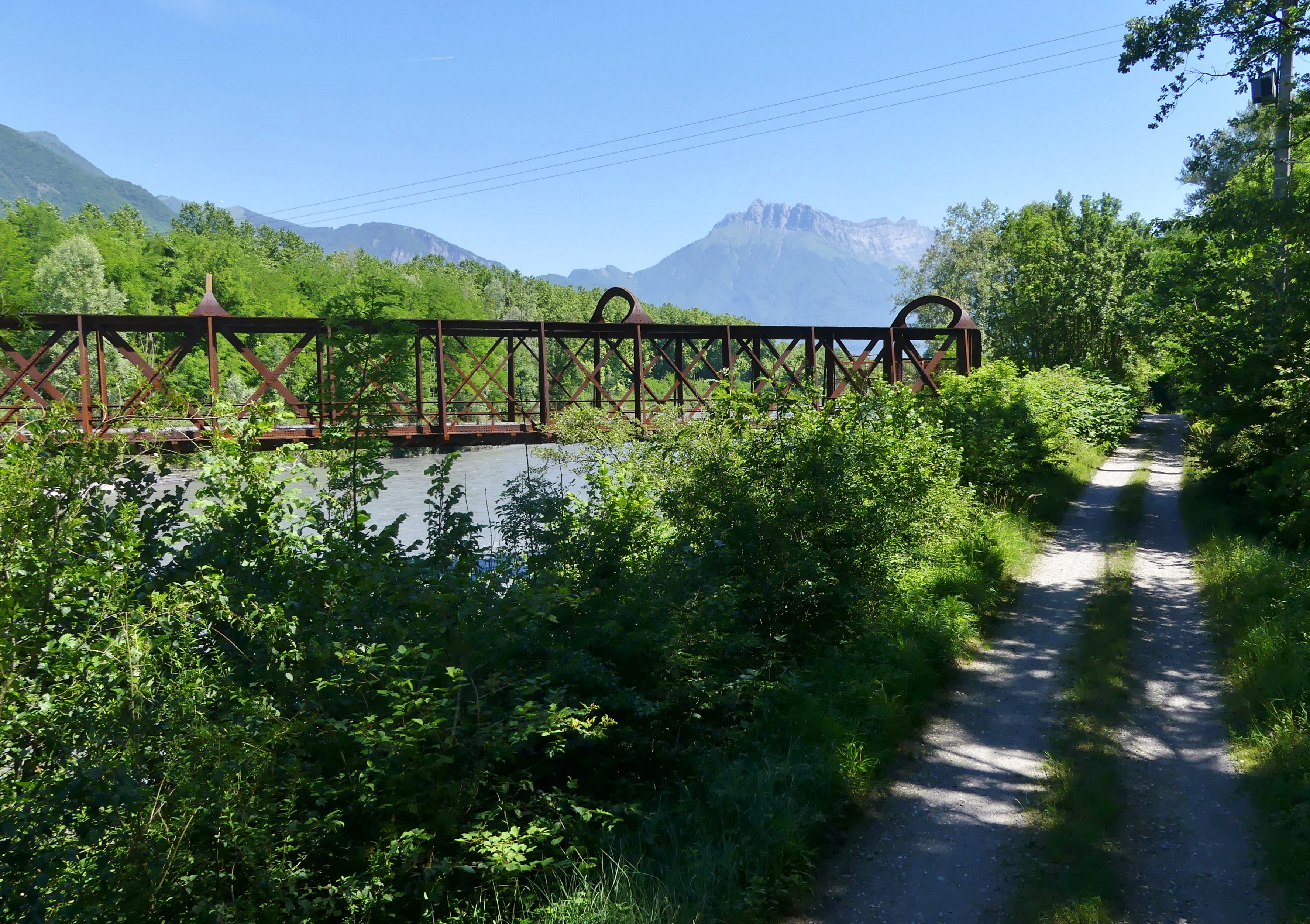
Jonction de la rive gauche de l’Isère en biais.
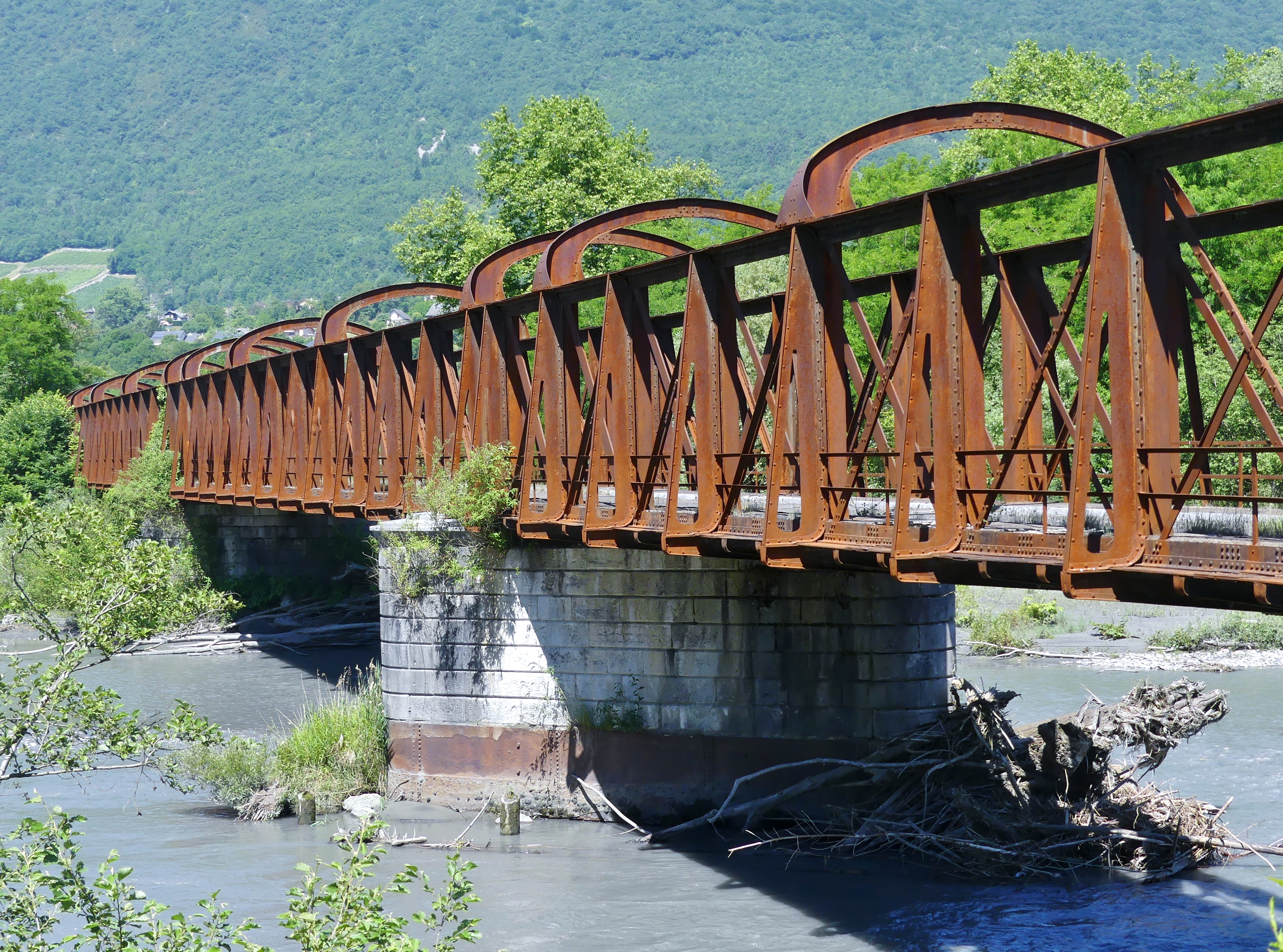
Une pile en biais par rapport au pont.
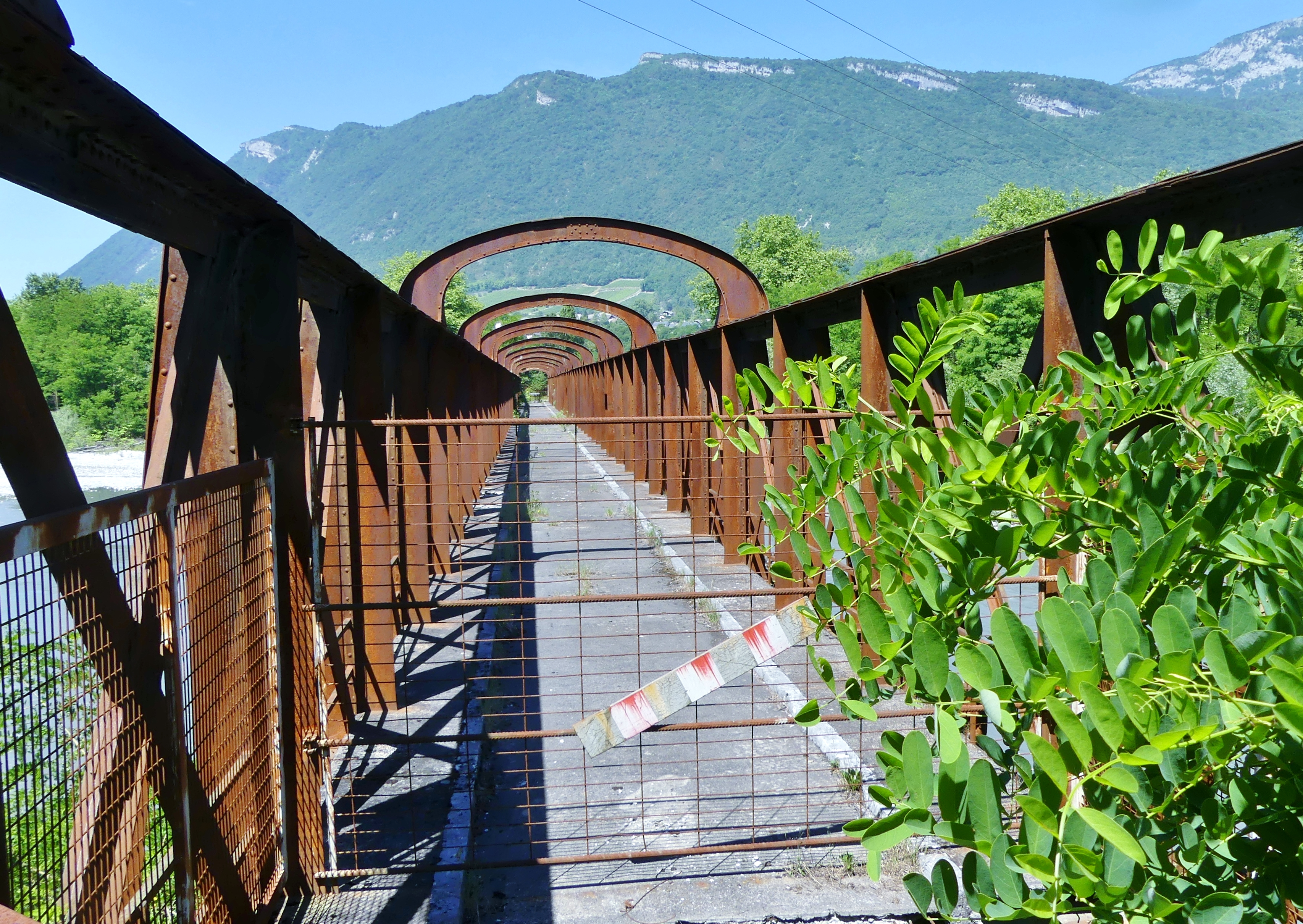
Tablier du pont en 2017.
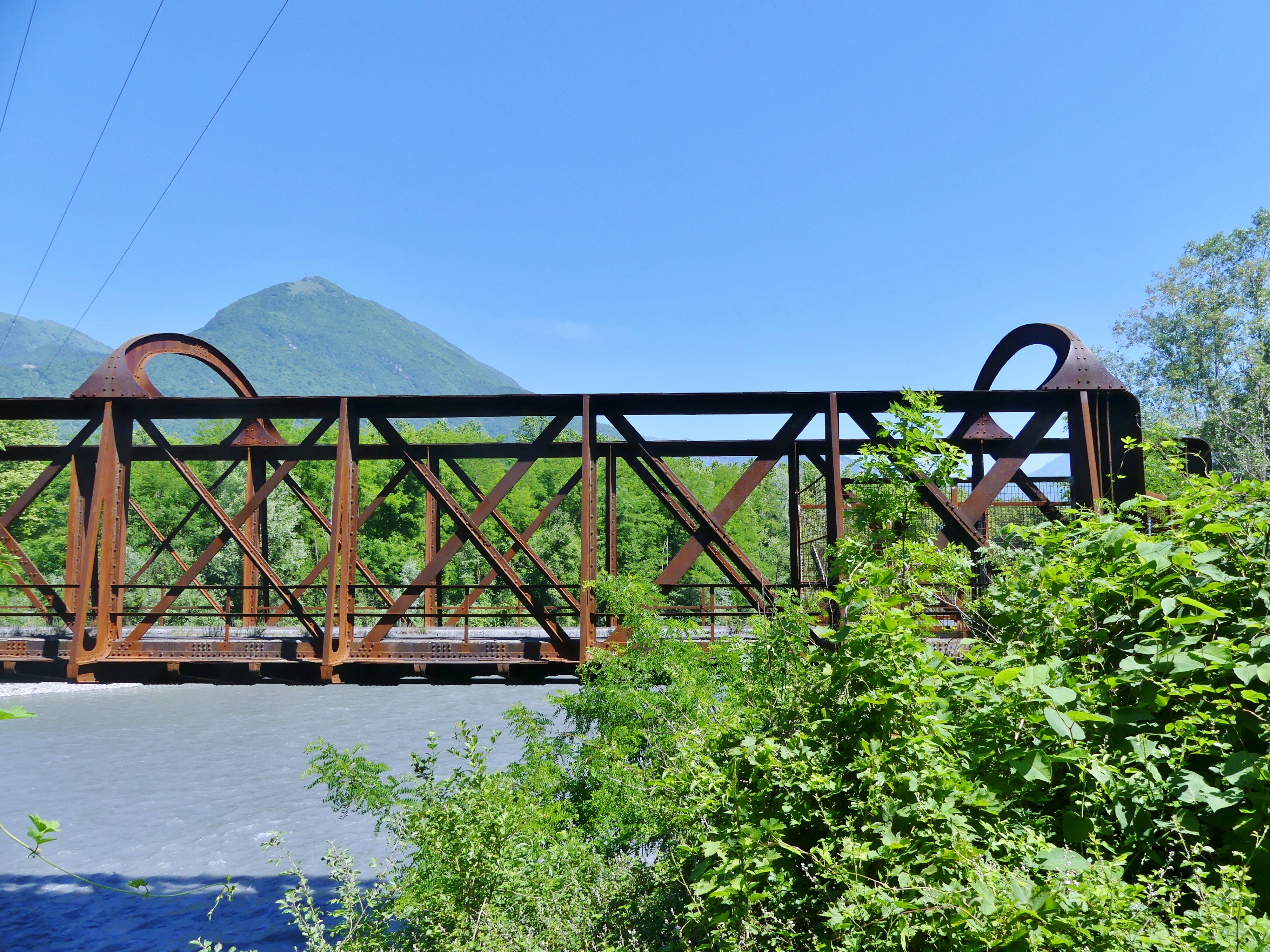
Treillis et traverses cintrées.